# Église évangélique réformée du canton de Fribourg
L'Eglise évangélique réformée du canton de Fribourg, appelée en allemand Evangelisch-reformierte Kirche des Kantons Freiburg, est l'organisation regroupant les chrétiens de tradition réformée du canton de Fribourg, en Suisse. Membre de l'Église évangélique réformée de Suisse (EERS), l'église cantonale est reconnue comme Institution de droit public, au même titre que son homologue catholique en canton de Fribourg, la Corporation ecclésiastique catholique du canton de Fribourg.

## Organisation territoriale
L'Église est divisé en 16 paroisses chacune dotée d'un conseil paroissial (Kirchgemeinderat).
Les paroisses sont
 
Au District du Lac:
- Morat
- Meyriez
- Môtier - Vully
- Kerzers
- Ferenbalm
- Cordast

Au District de la Singine:
- Bösingen
- Wünnewil-Flamatt - Ueberstorf
- Düdingen
- St. Antoni
- Weissenstein/Rechthalten

Les autres paroisses sont en frontieres des districts:
- Fribourg pour le District de la Sarine
- Estavayer-le-Lac pour le District de la Broye
- Châtel-Saint-Denis pour le District de la Veveyse
- La Glâne - Romont pour le District de la Glâne
- Bulle - La Gruyère

## Organisation administrative
L'Église est régie par un conseil synodal et un synode. En 2024, le président du conseil est le pasteur Pierre-Philippe Blaser.